# Андимахия
Андима́хия (греч. Αντιμάχεια) — малый город в Греции. Расположен на высоте 116 метров над уровнем моря, в центральной части острова Кос, в 19 километрах к юго-западу от города Кос и в 1 километре к северо-востоку от международного аэропорта «Ипократис». Входит в общину Кос в периферии Южные Эгейские острова. По результатам переписи 2011 года население города составляет 2068 человек. Площадь 67,2 квадратного километра.
В античной географии местность была известна как Антимахия (др.-греч. Ἀντιμαχέια), в ней существовал культ Геракла, жрец которого при совершении жертвоприношения одевался в женское платье. В Андимахии находится средневековый замок госпитальеров XIV века, разрушенный землетрясением на Родосе 26 июня 1926 года, сохранились стены. В Андимахии находятся две старые церкви: Святой Параскевы и Святого Николая.

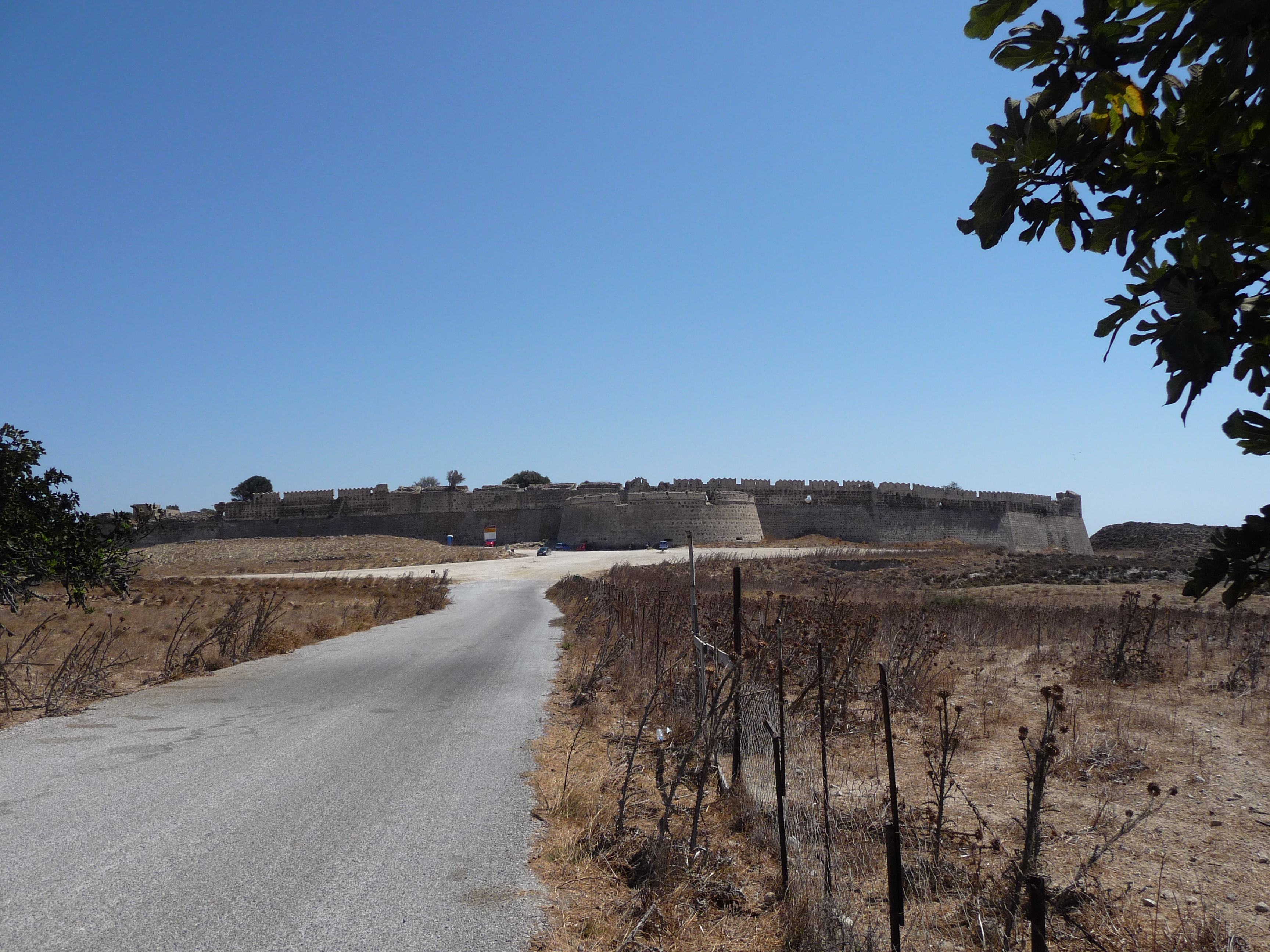
Средневековый замок госпитальеров в Андимахии

## Сообщество
Сообщество создано в 1948 году (ΦΕΚ 248Α). В сообщество входит село Мастихарион. Население 2538 жителей по переписи 2011 года. Площадь 54 квадратных километра.
| Населённый пункт | Население (2011), человек |
| ---------------- | ------------------------- |
| Андимахия        | 2068                      |
| Мастихарион      | 470                       |

## Население
| Год  | Население, человек |
| ---- | ------------------ |
| 1991 | 2068               |
| 2001 | 2212               |
| 2011 | ↘ 2068             |